# Муругов, Вячеслав Александрович
Вячесла́в Алекса́ндрович Муру́гов (род. 26 января 1969, Новосибирск) — учредитель кинокомпании «Студия ВАМ» (с 12 апреля 2023), российский медиаменеджер, продюсер, сценарист, актёр и журналист.
Президент «НМГ Студии» (2019—2021), заместитель генерального директора Национальной Медиа Группы по развлекательному вещанию (2019—2022), генеральный директор медиахолдинга «СТС Медиа» (2016—2022) и телеканала СТС (2008—2014, 2016—2022). Член совета директоров Emmy International (2018—2022), член Академии российского телевидения и Союза журналистов России, глава попечительского совета премии «Медиа-Менеджер России». Обладатель медали Medaille d’Honneur MIPTV 2017 за вклад в развитие глобального телевизионного бизнеса.

## Биография
Родился 26 января 1969 года в Новосибирске. Отец — военный. В 1986 году Вячеслав окончил Калининское суворовское училище. В 1991 году окончил факультет ракетно-артиллерийского вооружения Пензенского высшего артиллерийского инженерного училища по специальности «инженер». В этом же году начал службу в армии — в городе Брест. Через несколько месяцев прекратил существование СССР, Вячеслав принял присягу как офицер белорусской армии.
С 1995 года — один из ведущих сценаристов и эпизодических участников Клуба весёлых и находчивых (команды: БГУ, Новые армяне и др.).
В 1997 году уволился из белорусской армии в звании капитана и переехал в Москву, где начал работу на главных телеканалах страны — ОРТ и РТР — в качестве сценариста. Автор телевизионных программ «Добрый вечер с Игорем Угольниковым», «Утренняя почта», «Песня года», «Армейский магазин».
С 1999 по 2003 год — продюсер развлекательных программ телеканала «Югра». Создатель сериалов «Ускоренная помощь», «FM и ребята».
С 2003 по 2005 год — продюсер развлекательных программ и креативный продюсер телеканала REN-TV (автор идеи и соавтор сериалов «Афромосквич», «Солдаты», «Студенты», «Туристы», автор спецпроекта «Неголубой огонёк», продюсер и соавтор программы «Дорогая передача», писал сценарии для анимационного сериала «Дятлоws»).
Осенью 2004 года назначен председателем Совета директоров реорганизованного продюсерского центра «Леан-М» Олега Осипова и Тимура Вайнштейна, до 2009 года являлся его соучредителем и креативным продюсером.
С 2005 по 2007 год — директор Департамента производства телевизионных сериалов, продюсер развлекательных программ, сценарист телеканала СТС. Пришёл на телеканал по приглашению работавших там на руководящих должностях Александра Роднянского и Александра Цекало. С 2007 по 2008 год — исполнительный продюсер телеканала СТС.
В 2007 году присвоено воинское звание майора.
С осени 2008 года по 30 декабря 2014 года — генеральный продюсер медиахолдинга «СТС Медиа» и генеральный директор телеканала СТС.
В 2009 году — исполняющий обязанности генерального директора телеканала ДТВ.
В 2015 году — советник генерального директора медиахолдинга «СТС Медиа».
С мая 2015 года по август 2016 года — совладелец компании «Арт Пикчерс Вижн», соучредитель и генеральный продюсер «Арт Пикчерс Групп».
В 2016 году окончил Высшие курсы сценаристов и режиссёров (мастерская В. И. Хотиненко), получив ещё одну профессию — режиссёра.
С 30 мая 2016 года по 22 ноября 2022 года — генеральный директор «СТС Медиа» и генеральный директор телеканала СТС.
В апреле 2017 года награждён медалью Medaille d’Honneur MIPTV за вклад в глобальный телевизионный бизнес, став вторым российским медиаменеджером (наряду с К. Л. Эрнстом), удостоенным этой награды.
С 26 июля 2017 года — глава попечительского совета премии «Медиа-Менеджер России».
В июле 2018 года по инициативе Вячеслава Муругова в Москве впервые прошёл полуфинал международной премии International Emmy Awards.
С 2019 года по 22 ноября 2022 года — заместитель генерального директора «Национальной Медиа Группы» по развлекательному вещанию, до 27 декабря 2021 года — президент «НМГ Студии».
Член Академии российского телевидения (с 2007 года), Союза журналистов России, совета директоров Международной академии телевизионных искусств и наук (англ. The International Academy of Television Arts & Sciences, с июля 2018 по март 2022 года), совета Фонда кино (с 2018 по декабрь 2022 года).
Продюсер крупных высокобюджетных кинопроектов. В послужном списке Муругова такие фильмы, как «Кухня в Париже», «Лёд», «Лёд 2» и «Спутник». 1 июня 2022 года в российский прокат вышел полнометражный анимационный фильм «Три кота и море приключений». Проект создан студией Метрафильмс по заказу СТС.
В январе 2018 года был зарегистрирован доверенным лицом Владимира Путина на президентских выборах 18 марта 2018 года.
В апреле 2023 года создал кинокомпанию «Студия ВАМ» (аббревиатура ВАМ происходит от «Вячеслав Александрович Муругов»).

## Семья
Женат на Евгении Марковой (род. 26.11.1982), имеет двух сыновей и дочь.

## Награды
- 2004 год — премия «ТЭФИ 2004» в номинации «Развлекательная программа» за программу «Неголубой огонёк».
- 2007 год — Приказом № 39 от 10 июня 2007 года за подписью командующего войсками Московского военного округа генерала армии Владимира Бакина по ходатайству Московского суворовско-нахимовского содружества за сериал СТС «Кадетство» Вячеславу Муругову было присвоено очередное воинское звание старшего офицерского состава «майор».
- 2008 год — четыре премии «ТЭФИ 2008»: в номинациях «Продюсер фильма/сериала» и «Ситком» за телесериал «Папины дочки», в номинации «Информационно-развлекательная программа» за проект «Истории в деталях» и в номинации «Развлекательная программа: юмор» за программу «Слава Богу, ты пришёл!»; Кинонаграда MTV Россия в номинации «Лучший сериал» за телесериал «Кадетство».
- 2009 год — две премии «ТЭФИ 2009» в номинации «Ситком» за сериал «Папины дочки» и в номинации «Телевизионная игра» за программу «Самый умный».
- 2010 год — три премии «ТЭФИ 2010» в номинации «Ситком» за сериал «Воронины», в номинации «Телевизионная игра» за программу «Брэйн-ринг», в номинации «Телевизионный документальный сериал» за проект «История российского шоу-бизнеса»; премия «Google Trend 2009» в номинации «Сериал года» за сериал «Маргоша».[34]
- 2011 год — две премии «Золотой Носорог 2011» в номинации «Лучший ситком» за сериал «Однажды в милиции» и в номинации «Лучший скетч» за программу «6 кадров».[35]
- 2012 год — три премии «ТЭФИ 2011» в номинации «Продюсер фильма/сериала» за сериал «Закрытая школа», в номинации «Лучший комедийный сериал» за ситком «Светофор» и в номинации «Продюсер телевизионных программ» за комедийное шоу «Одна за всех».
- 2013 год — премия Ассоциации продюсеров кино и телевидения за сериал «Кухня» — лучший телевизионный сериал (более 17 серий) 2012 года.
- 2014 год — премия «ТЭФИ 2014» в номинации «Ситком» за сериал «Кухня»; две премии Ассоциации продюсеров кино и телевидения за сериалы «Молодёжка» — лучший телевизионный сериал (более 24 серий) 2013 года и «Кухня» — лучший комедийный сериал 2013 года.
- 2015 год — премия Ассоциации продюсеров кино и телевидения за сериал «Корабль» — лучший телевизионный сериал (более 24 серий) 2014 года; премия «Жорж» в номинации «Лучшая российская комедия» за фильм «Кухня в Париже».
- 2016 год — премия «ТЭФИ 2016» в номинации «Реалити-шоу» за программу «Взвешенные люди»; премия Ассоциации продюсеров кино и телевидения за сериал «Кухня» — лучший телевизионный комедийный сериал 2015 года; премия «Жорж» в номинации «Российский сериал года (комедия)» за сериал «Кухня».
- 2017 год — премия «ТЭФИ 2017» в номинации «Телевизионный фильм/сериал» за сериал «Молодёжка»; Медаль Почета (Médaille d’Honneur) за профессиональный вклад в телеиндустрию — награда крупнейшего международного рынка телевизионного и цифрового контента MIPTV[36][37].
- 2018 год — премия Ассоциации продюсеров кино и телевидения за сериал «Молодёжка» — лучший телевизионный сериал (более 24 серий) 2017 года; премия «ТЭФИ 2018» в номинации «Телевизионная многосерийная комедия/ситком» за сериал «Улётный экипаж».

## Творческие достижения
| Фильмы Продюсер 2010 — «Капитаны» ( СТС ) 2010 — « Туман » ( Первый канал , СТС) 2012 — «Туман 2» (СТС) 2013 — «Последний бой» (СТС) 2014 — « Кухня в Париже » (СТС) 2015 — « Батальонъ » 2015 — « Неуловимые » (СТС) 2015 — « Неуловимые: Последний герой » (СТС) 2016 — «Неуловимые: Бангкок» (СТС) 2016 — «Неуловимые: Джекпот» (СТС) 2017 — « Напарник » (СТС) 2018 — « Лёд » (СТС) 2020 — « Лёд 2 » (СТС) 2020 — « Спутник » (СТС) 2020 — « Кто-нибудь видел мою девчонку? » (СТС) 2021 — « Рашн Юг » (СТС) 2021 — «Дракулов» 2022 — « Три кота и море приключений » (СТС) 2022 — «Царевны и Таинственная гостья» (СТС) 2024 — « Сто лет тому вперёд » Сценарист 2003 — «Четвёртое желание» Актёр 2017 — « Про любовь. Только для взрослых » — кинорежиссёр в кафе (четвёртая новелла) Телепрограммы Продюсер и автор идеи декабрь 2004 / январь 2005 — специальный проект « Неголубой огонёк » ( REN-TV ) 2005 — « Дорогая передача » (REN-TV) 2006 — « 6 кадров » ( СТС ) 2010 — « История российского шоу-бизнеса » (СТС) 2012 — « История российского юмора » (СТС) 2013 — « Осторожно: дети! » (СТС) 2014 — «Поэзия бита» (СТС) 2014 — «#Sтуденты» (СТС) 2016 — «FUNTастика» (СТС) Продюсер 2004 — «Факультет юмора» (REN-TV) 2006 — «Солдаты. Наизнанку» (REN-TV) 2006 — « Слава Богу, ты пришёл! » (СТС) 2007 — «Игры разума» (СТС) 2007 — «Звонок» (СТС) 2007 — «СТС зажигает суперзвезду!» (СТС) 2007 — «Больше хороших шуток» (СТС) 2008 — « Самый умный » (СТС, со спецпроекта «Самая умная мышь» до конца 2012 года) 2008 — «Цвет нации» (СТС) 2008 — «Лига наций» (СТС) 2008 — «Не может быть!» [ 38 ] (СТС) 2008 — «Очень Русское ТВ» (СТС) 2009 — « Песня дня » (СТС) 2009 — «Всё по-взрослому!» (СТС) 2009 — « Даёшь молодёжь! » (СТС) 2009 — «Хочу верить!» (СТС) 2009 — «Видеобитва» (СТС) 2009 — « Шоу „Уральских пельменей“ » (СТС, 1—74 выпуски) 2009 — « Одна за всех » ( Домашний , СТС, 1—7 сезоны) 2009 — «Одни дома» (СТС) 2009 — « Большой город » (СТС) 2009 — «Неоплачиваемый отпуск» (СТС) 2009 — «Русские теноры» (СТС) 2010 — « Хорошие шутки » (СТС, 6 и 7 сезоны) 2010 — «Идеальный мужчина» (СТС) 2010 — « Смех в большом городе » (СТС) 2010 — «Это мой ребёнок!» (СТС) 2010 — « Украинский квартал » (СТС) 2010 — «Случайные связи» (СТС) 2010 — «Едем и едим» (СТС) 2011 — «Съешьте это немедленно!» (СТС) 2011 — « Мосгорсмех » (СТС) 2011 — «Большая светская энциклопедия» (СТС) 2011 — « Нереальная история » (СТС) 2011 — «Детали. Новейшая история» (СТС) 2011 — «Люди Хэ» (СТС) 2012 — « Валера TV » (СТС) 2012 — «Без башни» (СТС) 2012 — «Знакомься, это мои родители!» (СТС) 2012 — «Королева шоппинга» (СТС) 2012 — «Настоящая любовь» (СТС) 2012 — « Галилео » (СТС, с 984 выпуска) 2012 — «МясорУПка» (СТС) 2013 — «Центральный микрофон» (СТС) 2013 — «Креативный класс» (СТС) 2013 — «МастерШеф» (СТС) 2014 — «Большой вопрос» (СТС) 2014 — «Семья 3D» (СТС) 2014 — «Ленинградский Stand-up клуб» (СТС) 2014 — «Рецепт на миллион» (СТС) 2014 — «Всё будет хорошо!» (СТС) 2015 — «Империя иллюзий: Братья Сафроновы » (СТС) 2015 — « Взвешенные люди » (СТС, 1 сезон) 2015 — «Это любовь» (СТС) 2015 — «Миллионы в сети» (СТС) 2016 — «Сезоны любви» (Домашний) 2017 — «Успех» (СТС) 2017 — «Новый год, дети и все-все-все!» (СТС) 2018 — «Шоу выходного дня» (СТС) 2018 — «Рогов. Студия 24» (СТС) 2019 — «Дело было вечером» (СТС) 2019 — «Рогов в городе» (СТС) 2019 — « Форт Боярд » (СТС) 2019 — «Стендап Андеграунд» (more.tv) 2019 — «Формула красоты» (СТС) 2020 — «Детки-предки» (СТС) 2020 — «Светлые новости» (СТС) 2020 — « Миша портит всё » (СТС) 2020 — «Рогов дома» (СТС) 2020 — «#вмаскешоу» (more.tv) 2020 — « Галилео с Владимиром Маркони и Даней Крастером » (СТС) 2020 — «Рогов в деле» (СТС) 2020 — « Полный блэкаут » (СТС) 2021 — « Русский ниндзя » (СТС) 2024 — « Суперниндзя. Дети » (СТС) 2024 — «Остров сокровищ. Знаки судьбы» (СТС) Сценарист 1997 — «Добрый вечер с Игорем Угольниковым» ( РТР ) 1998—1999 — « Утренняя почта » ( ОРТ ) 1999—2000 — « Песня года » (ОРТ) 1999—2000 — « Армейский магазин » (ОРТ) Документальные фильмы Продюсер 2012 — «Клиника звёзд» (СТС) 2012 — «Планета Железяка» (СТС) 2012 — «Спасайся кто может» (СТС) 2012 — «Мода на „против“» (СТС) | Телесериалы Продюсер, автор идеи и актёр 2001 — « FM и ребята » (РТР и Югра ) — Слава Фелинин (серия 26 «Команда»); Николай Степанович Барсюков, директор культурного центра (серия 63 «Эфир, опять эфир») 2001 — «Писаки» (ДТВ и Югра) — бизнесмен, владелец газеты «Крыжопольский коммерсант» (серия 6) Продюсер и автор идеи 2004 — «Афромосквич» (REN-TV) 2004 — « Солдаты » (REN-TV, 1—12 сезоны) 2005 — «Студенты» (REN-TV) 2005 — «Туристы» (REN-TV) 2005 — «Фирменная история» (REN-TV) 2006 — « Кадетство » (СТС) 2007 — « Папины дочки » (СТС) 2008 — « Ранетки » (СТС) 2008 — « Я лечу » (СТС) 2009 — « Кремлёвские курсанты » (СТС) 2010 — «Галыгин.ru» (СТС) 2010 — «Стройбатя» ( ДТВ ) 2011 — « Последний аккорд » (СТС/СТС Love) 2011 — « Метод Лавровой » (СТС) 2011 — «Амазонки» (СТС) 2012 — « Восьмидесятые » (СТС) 2012 — « Детка » (СТС) 2012 — « Геймеры » (СТС) 2013 — « Последний из Магикян » (СТС) 2013 — « Молодёжка » (СТС) 2015 — « Лондонград » (СТС) 2023 — « Папины дочки. Новые » (СТС) Продюсер 2003 — «Герой нашего племени» (Первый канал) 2003 — «Капитан Правда» (REN-TV) 2006 — «Дедушка моей мечты» (СТС) 2006 [ 39 ] — «Петя Великолепный» (СТС) 2006 — «Папа на все руки» (СТС) 2007 — «Дочки-матери» (СТС) 2007 — «Прапорщик, ё-моё!» (РЕН ТВ) 2008 — «Чемпион» (СТC) 2008 — «Сердцеедки» (СТC) 2008 — «Шаг за шагом» (СТC) 2009 — «Дом кувырком» (СТС) 2009 — « Маргоша » (СТС) 2009 — « Воронины » (СТС, 1—14, 22—24 сезоны) 2010 — «Любовь и прочие глупости» (Домашний) 2010 — «Однажды в милиции» (ДТВ) 2010 — « Игрушки » (СТС) 2010 — «Такая обычная жизнь» (Домашний) 2010 — « Как я встретил вашу маму » (СТС) 2010 — « Нанолюбовь » (СТС) 2010 — « Аманда О » (СТС) 2011 — «Новости» (СТС) 2011 — « Светофор » (СТС, 1—8 сезоны) 2011 — « Закрытая школа » (СТС) 2011 — « Физика или химия » (СТС) 2011 — « Молодожёны » (СТС) 2012 — « Дневник доктора Зайцевой » (СТС) 2012 — « Полосатое счастье » (СТС) 2012 — « Пока цветёт папоротник » (СТС) 2012 — « Кухня » (СТС) 2013 — « Ангел или демон » (СТС) 2013 — « Думай как женщина » (СТС) 2013 — «Супер Макс» (СТС) 2013 — « Два отца и два сына » (СТС) 2013 — « Выжить после » (СТС) 2014 — « Корабль » (СТС) 2014 — « Неформат » (СТС) 2014 — « Тёмный мир: Равновесие » (СТС) 2014 — «Семейный бизнес» (СТС) 2014 — «Анжелика» (СТС) 2014 — «Любит — не любит» (СТС) 2015 — « Луна » (СТС) 2015 — « Папа на вырост » (СТС) 2015 — «До смерти красива» (СТС) 2015 — « Принц Сибири » (СТС) 2015 — « Квест » (СТС) 2015 — « Как я стал русским » (СТС) 2015 — «Бретёр» ( 3+ ) 2016 — «Кости» (СТС) 2016 — «Вечный отпуск» (СТС) 2016 — «Беглые родственники» (СТС) 2017 — « Спящие » (Первый канал) 2017 — «Паук» ( Че ) 2017 — «Беглец» (РЕН ТВ) 2017 — « Психологини » (СТС) 2018 — « Команда Б » (СТС) 2018 — « Ивановы-Ивановы » (СТС, 2—5 сезоны) 2018 — « Улётный экипаж » (СТС) 2018 — «Новый человек» (СТС) 2018 — « Большая игра » (СТС) 2018 — « СеняФедя » (СТС) 2019 — « Пекарь и красавица » (СТС) 2019 — « 90-е. Весело и громко » (СТС) 2019 — « Мамы чемпионов » (СТС) 2019 — « Дылды » (СТС) 2019 — « Кухня. Война за отель » (СТС) 2020 — «Филатов» (СТС) 2020 — «Корни» (СТС) 2020 — « Чики » (more.tv) 2020 — « Погнали » (СТС) 2020 — « Гости из прошлого » (СТС) 2020 — « Псих » (more.tv) 2020 — « Родком » (СТС) 2020 — « Трудные подростки » (more.tv) (2 и 3 сезоны) 2021 — « За час до рассвета » (more.tv, НТВ ) 2021 — « Happy end » (more.tv) 2021 — « Регби » (more.tv, СТС) 2021 — « Джетлаг » (фильм/телесериал) (more.tv, СТС) 2021 — «Готовы на всё» (more.tv) 2021 — « Совершенно летние » (СТС) 2021 — « Ваша честь » (more.tv, Первый канал) 2021 — «Сказки Пушкина. Для взрослых» (more.tv) 2021 — « Жена олигарха » (СТС) 2022 — «Братья» (СТС, more.tv) 2022 — « The Тёлки » (more.tv, Wink, СТС) 2022 — « Домашнее поле » (more.tv, СТС) 2022 — « Надвое » (more.tv, Wink) 2023 — « Фишер » (more.tv, Wink ) 2023 — « Актрисы » ( Кинопоиск , Wink) 2023 — « Папины дочки. Новые » (СТС, Start) 2023 — « Плакса » (Wink, СТС) Сценарист 1999 — « Ускоренная помощь » (ОРТ) Мультсериалы Продюсер 2018 — « Царевны » ( СТС Kids ) 2019 — « Три кота » (СТС Kids, со 128 серии) 2019 — «Лекс и Плу. Космические таксисты» (СТС Kids) Сценарист 2003 — « Дятлоws » (REN-TV) |